# Protonebula combusta
Protonebula combusta là một loài bướm đêm trong họ Geometridae.